# 91 Myself Tour
《'91 SHIN HAE CHUL Myself Tour》는 신해철의 첫 라이브 앨범으로, 1991년 전국 투어 공연인 〈Myself〉투어의 라이브를 수록했다.

## 수록곡
| #             | 제목                         | 작사                            | 작곡                            | 재생 시간 |
| ------------- | ---------------------------- | ------------------------------- | ------------------------------- | --------- |
| 1.            | 〈50년 후의 내 모습〉        | 신해철                          | 신해철                          | 5:35      |
| 2.            | 〈아주 오랜 후에야〉         | 신해철                          | 신해철                          | 4:54      |
| 3.            | 〈나에게 쓰는 편지 & 안녕〉  | 신해철                          | 신해철                          | 8:13      |
| 4.            | 〈The Greatest Love of All〉 | Linda Creed, Michael Masser     | Linda Creed, Michael Masser     | 2:50      |
| 5.            | 〈슬픈표정 하지 말아요〉     | 신해철                          | 원경                            | 5:05      |
| 6.            | 〈연극속에서〉               | 신해철                          | 신해철                          | 3:31      |
| 7.            | 〈재즈 카페〉                | 신해철                          | 신해철                          | 5:22      |
| 8.            | 〈Rainbow Eyes〉             | 리치 블랙모어, 로니 제임스 디오 | 리치 블랙모어, 로니 제임스 디오 | 3:30      |
| 9.            | 〈길 위에서〉                | 신해철                          | 신해철                          | 7:37      |
| 10.           | 〈내 마음 깊은 곳의 너〉     | 신해철                          | 신해철                          | 6:36      |
| 총 재생 시간: | 총 재생 시간:                | 총 재생 시간:                   | 총 재생 시간:                   | 53:23     |

## 참여 인물
이 목록은 해당 앨범의 부클릿에서 발췌하였다.
| - 신해철 - 보컬, 전기 기타, 컴퓨터 프로그래밍, 프로듀서 - 정기송 - 전기 기타 - 김영석 - 베이스 기타 - 이동규 - 드럼 - 장기순 - 피아노, 신시사이저 - 박진원 - 신시사이저 - 이정식 - 섹소폰 - 성지훈 - 공동 프로듀서, 녹음, 컴퓨터 프로그래밍, 코러스 - 김인주, 이윤선, 조선희 - 코러스 | 스탭 - 최승복 - 녹음, 믹싱 - 최용선(반도음향) - 음향 보강 - 조연조명 - 조명 - 조진윤(SUN 악기) - 밴드 보조 - 여학연, 이광호, 서미애, 김소영 - 매니지먼트 - 유재학 - 매니지먼트 - 조영철, 김경남 - 투어 매니지먼트 - 조남주 - 속지 사진 - Little 조 헤어클럽 - 헤어스타일 - Caruso(장광효) - 패션 스타일리스트 - 구용범 - 커버 사진 - TAG, 김정원 - 디자인 |

## 인용
1. ↑  《Myself Tour》 라이너 노츠